# Cyberstalking

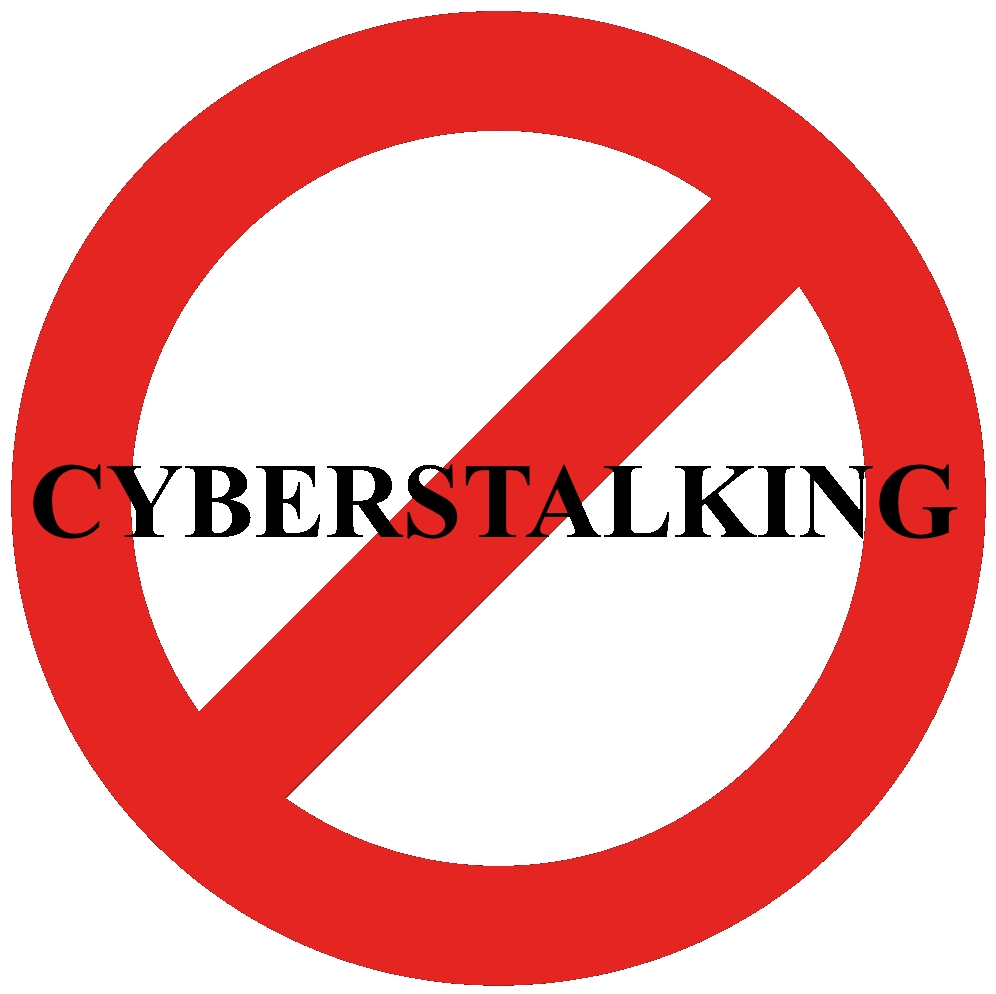
Cyberstalking

Cyberstalking is het herhaaldelijk lastigvallen of bedreigen van een individu op het internet of andere elektronische communicatiemiddelen. Cyberstalking is niet hetzelfde als iemand stalken in het dagelijkse leven. Het is wel mogelijk dat de twee soms samen voorkomen in eenzelfde zaak.

## Omschrijving
Een cyberstalker is een persoon met gefrustreerde amoureuze en/of seksuele motieven die iemand anders constant elektronisch lastigvalt, met e-mails, op forums, of op sociale netwerken. Er zijn diverse vormen van cyberstalking.

### Computerstalking
Een tactiek die de stalker kan toepassen is controle te krijgen over de computer van zijn of haar slachtoffer. Via een kraken kan de stalker toegang krijgen tot de privésfeer of knoeien met gegevens.

### E-mailstalking
Het meermaals versturen van bedreigende e-mails of ongewenste post noemt in zijn extreme vorm Mailbombing. De mailbox wordt gebombardeerd met mails, vaak met virussen, Trojaanse paarden, pornografie of andere ongewenste inhoud. Een andere manier is het slachtoffer inschrijven op nieuwsbrieven die commercieel of pornografisch zijn. Het gevolg is dat de e-mailbox van het slachtoffer ongewenste post krijgt.

### Internetstalking
Internet is een publieke plaats waar gegevens van het privéleven van het slachtoffer gepubliceerd worden. Iedereen krijgt toegang tot deze gegevens. De gevolgen voor het slachtoffer zijn niet in te schatten. Dit kan gevolgen hebben voor het sociale leven van het slachtoffer of de werkgever die zich tegen het slachtoffer keert. Men kan ook een valse advertentie plaatsen. Het slachtoffer wordt dan lastiggevallen door mensen die reageren op de advertentie.

## Online versus offline stalking
Zowel online als offline stalking hebben gemeenschappelijke kenmerken. Bij online stalking komt geen fysiek contact aan te pas. Hierdoor bestaat het vooroordeel dat fysieke stalking erger is dan online stalking. Dit klopt niet altijd. De drempel voor cyberstalking is lager dan fysieke stalking omdat hij geen persoonlijk contact met het slachtoffer heeft door het internet en in enkele gevallen blijft hij zelfs anoniem. Voor de cyberstalker lijken de gevaren kleiner. Ze kunnen hier anoniem blijven of met een nickname het slachtoffer lastigvallen.
| Overeenkomsten | Verschillen |
| --- | --- |
| Stalkers hebben de behoefte om het slachtoffer te controleren.                                                                                                  | Bij offline stalken bevinden de stalker het slachtoffer zich in dezelfde omgeving. Terwijl bij online stalking de stalker zich overal kan bevinden. Dit moet niet speciaal in de buurt van het slachtoffer zijn. |
| Meestal zijn de slachtoffers personen uit de omgeving. Het kan voorkomen dat zowel in de echte als in de virtuele wereld men een onbekend slachtoffer uitkiest. | Voor cyberstalkers is veel gemakkelijker dankzij het internet om buitenstaanders aan te sporen het slachtoffer lastig te vallen.                                                                                 |
| Voor beide groepen zijn de meeste slachtoffers vrouwen en de meeste stalkers mannen.                                                                            | Online stalking verlaagt de drempel om het slachtoffer te bedreigen. En fysieke confrontatie kan gemeden worden.                                                                                                 |

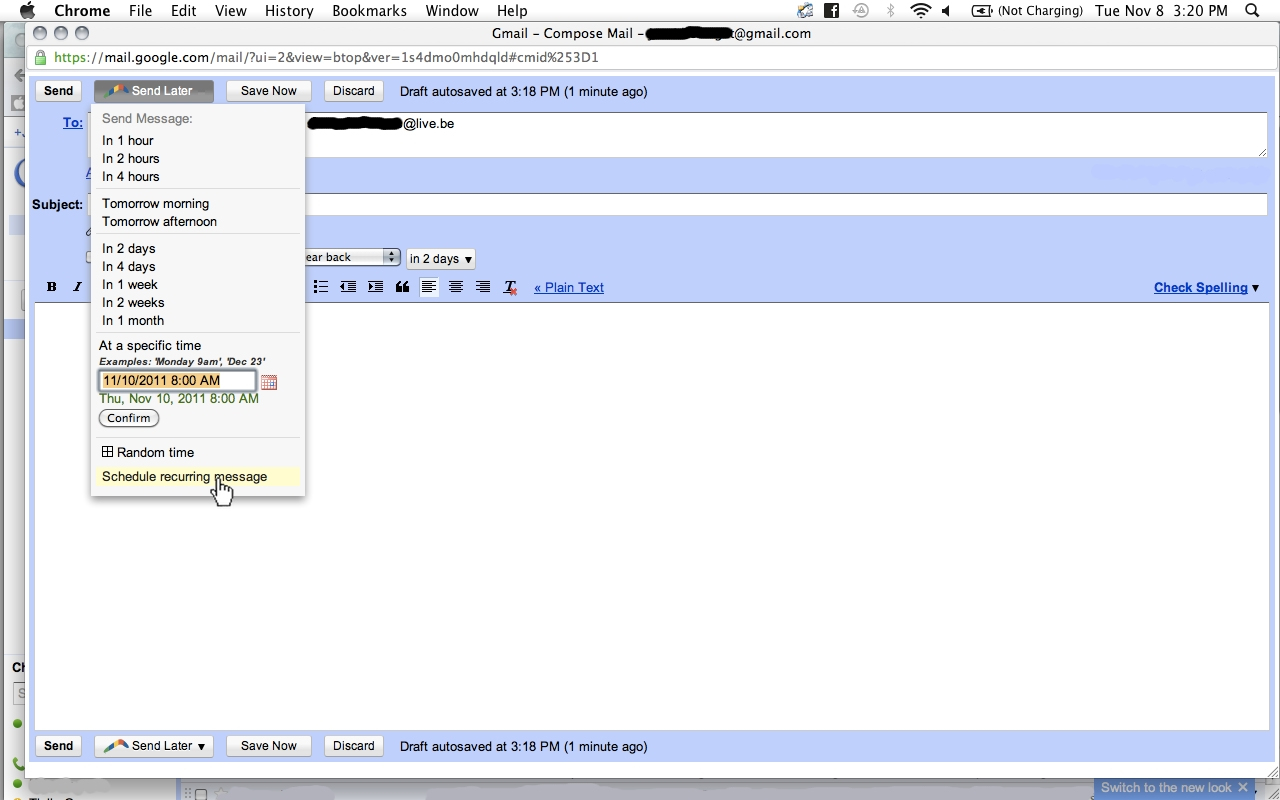
Plannen van het herhaaldelijk e-mails verzenden.

Een cyberstalker heeft meer mogelijkheden om zijn/haar slachtoffer te benaderen. Een cyberstalker kan door één druk op de knop het slachtoffer lastigvallen. Hij kan gebruikmaken van programma’s om op getimede of lukrake berichten te versturen zonder achter de computer te zitten. Hij kan derden gebruiken om het slachtoffer te intimideren. De cyberstalker kan een advertentie plaatsen met daarin de gegevens van het slachtoffer. Hierdoor gaan andere internetgebruikers reacties sturen naar het slachtoffer.

## Cyberstalker
Een cyberstalker kan een bekende uit de omgeving van het slachtoffer zijn of een onbekende. De cyberstalker kan anoniem zijn slag slaan, hij kan één of meerdere slachtoffers lastigvallen. Stalkers worden in verschillende types ingedeeld volgens de relatie met het slachtoffer, het motief enzovoort. Mannen vormen de grootste groep van stalkers.

## Preventie
Een gebruiker kan cyberstalking voorkomen:
- vermijden van prijsgeven van naam, adres, telefoonnummer, e-mailadres, IP-adres etc.;
- codering van berichten en bestanden;
- gebruik van meerdere niet-triviale wachtwoorden;
- gebruik van een firewall.

## Maatregelen tegen cyberstalking

### Juridische maatregelen in België
Er bestaat geen duidelijke definitie rond het woord stalken. De juridische aanpak is hierdoor niet gemakkelijk. In de wetgeving omtrent stalken wordt meestal vereist dat de dader een geloofwaardige geweldsdreiging tegen het slachtoffer uitoefent.
- In het strafwetboek volgens het Artikel 442 bis wordt een wet tegen stalking voorzien.
- De wet van 13 juni 2005 betreffende de elektronische communicatie voorziet met het artikel 145£3 2° een boete van 500 tot 50.000 euro en of een gevangenisstraf van één tot vier jaar voor de persoon die een elektronische communicatienetwerk of -dienst of andere elektronische communicatiemiddelen gebruikt om overlast te veroorzaken aan zijn correspondent of schade te berokkenen.[2]

### Technisch
De internetgebruiker kan met de e-mailprogramma's berichten filteren. Gewone berichten en de spam kan gescheiden worden. Niet alleen de internetgebruiker kan technische maatregelen nemen maar ook de Internet Service Provider (ISP). De meeste mailservers van de ISP's versturen geen mails die van adressen van spammers komen. Vaak bieden ISP's een anti-spamfilter aan. Deze filter controleert of het om spam gaat of niet. Indien het geen spam is, wordt het bericht gedropt.